# Crepis gmelinii
Crepis gmelinii là một loài thực vật có hoa trong họ Cúc. Loài này được (L.) Tausch mô tả khoa học đầu tiên năm 1828.